# Клебан-Бик (регіональний ландшафтний парк)
«Клебан-Бик» — регіональний ландшафтний парк «Клебан-Бик» створено рішенням Донецької обласної ради № 23/11-256 від 29.02.2000 року на площі 1874,0 га з метою збереження унікальних природних комплексів: об'єктів водосховища Клебан-Бик і прилеглих ділянок. 
Рішенням Донецької обласної ради № 4/2-37 від 23.05.2002 року територія парку була збільшена до 2142,0 га за рахунок включення природних територій «Білокузьминівка» і урочища «Стінки». Рішенням № 4/31-775 від 23.12.2005 року територія парку знову збільшена на 758,1 га і тепер уже становить 2900,1 га. 
Парк знаходиться в Костянтинівському і Бахмутському районах, землях Часовоярського вогнетривкого комбінату, а також лісництв Покровського і Слов'янського держлісгоспів. 
Створено парк без вилучення земель у землекористувачів. Територія парку являє собою барвисту, нібито гірську місцевість по обидва береги Клебан-Бицького водосховища, розташованого в гирлі річки Бичок (притока річки Кривий Торець). 
Територія РЛП включає 10 відокремлених ділянок: центральна ділянка (1873,3 га) – найбільша, «Балка Кравецька» (28,6 га), «Дружківські скам'янілі дерева» (110,5 га), «Урочище Рідкодуб» (52,3 га), «Урочище «Оленівський ліс» (161,3 га), «Часовоярська» (211 га), «Урочище «Стінки» (100,9 га), «Біла гора» (134,7 га), «Білокузьминівське» (167,1 га), «Байраковий ліс» (59,7 га).
Відповідальність за дотримання природоохоронного законодавства, планування і розвиток території покладено на дирекцію парку, яка знаходиться в селі Олександро-Калинове Іллінівської сільської громади.
У штаті парку п'ятдесят працівників. Робота проводиться в декількох основних напрямках, що відповідають меті створення парку. Відповідно до цього існують відділи парку: адміністрація (в т. ч. бухгалтерія і кадрове забезпечення), відділ рекреації та екологічної освіти, науково-дослідний відділ, відділ служби державної охорони природно-заповідного фонду, відділ адміністративно-господарського забезпечення. Кожен з відділів працює в своєму напрямку, та ці напрямки сходяться в одну велику мету — зберегти природу.
Регіональний ландшафтний парк «Клебан-Бик» входить до складу Регіональної екологічної мережі Донецької області (далі — РЕМ), що є складовою національної екологічної мережі України, розбудова якої здійснюється в контексті реалізації в межах України Всеєвропейської стратегії збереження біологічного та ландшафтного різноманіття (1995) і формування Всеєвропейської екологічної мережі як єдиної просторової системи територій країн Європи з природним або частково зміненим станом ландшафту.

## Історія
З давніх-давен по тутешніх степах кочували представники багатьох народів, стаючи таборами в долинах річок. Це кімерійці, скіфи, сармати, народи Хазарського каганату, торки, половці. Матеріальні свідоцтва їх перебування в басейні Торця, що дійшли до наших часів: курганні поховання, стоянки, кам'яні статуї, знахідки. Багато курганних насипів виявлені в краї, в тому числі, поблизу ділянок Парку. Досить часто один і той самий курган використовували різні кочові племена, досипаючи його. Перші кургани створювали народи епохи бронзи, назви яких невідомі. Тому ці культури умовно означені за типом поховань: ямна, катакомбна, зрубна. В різних кінцях нашого краю, під час розкопок археологічними експедиціями, виявлені артефакти різних часів і народів: горщики, зброя, прикраси тощо. 
Кам'яні фігури — т.зв. кам'яні баби — належали половцям (кипчакам), які ставили їх на піднесених місцях, таких як, наприклад, узвишшя по лівому березі р. Клебан-Бик, а також на курганах. Половецькі майстри висікали статуї з місцевих порід пісковику і ракушняку. Наш край входив до складу одного з наймогутніших об'єднань половців — шаруканідів (за ім’ям хана Шарукана). У XIII столітті у степ, який половці називали Дешт-і-Кипчак, прийшли татаро-монголи.
З XV століття весь край належать до території, яку називали Поле або Дике Поле, що формально знаходилось в межах Кримського ханства, яке виникло на осколках поліетнічної держави Золота Орда. Фактично ця велика територія залишалась без постійного населення, де по широким місцевим водорозділам кочували татарські улуси — випасали худобу, а групи козаків сезонно займались відхідними промислами — мисливством, рибальством та солеварінням на Торських соляних озерах. 

Нові кордони були встановлені у XVIII столітті. З розмежуванням Бахмутського повіту і паланок Війська Запорозького часів Нової Січі пов’язана згадка у 30-40-х роках назви річки Клебан-Бик (головної притоки Кривого Торця), що сьогодні є найбільш давньою. Так, у видатного історика запорізького козацтва Д. Яворницького приводиться наступний опис частки адміністративного кордону: 
«від Сіркової могили в Сухий Торець на Сіркову гатку; від гатки до урочища річки Бичка, нині званого Клібиною. Через той же Бичок на Піщаний брід у Кривому Торі й через верхів'я річки Кринка». 
Де це саме урочище річки – тут не вказано. На сьогодні найдавніші карти, на яких нанесена і підписана дана річка, датовані 1749 та 1750 роками. На них також окреслені лінії цього кордону, а той його відрізок, де за описом урочище річки, проходить в районі її витоків. На згаданих картах назва річки в оригіналі «Клибин Бичок», яка згодом зазнає деяких трансформацій. Так, наприклад, вже на карті 1768 року назва «Клибин Бик». 
Маємо тут дві складові, різні за часом походження. Сьогодні більшість дослідників дотримуються думки, що складова бичок чи-то бик походить від тюркського «біюк» (bujuk) — великий, тобто велика річка (за розмірами). Слід зазначити, що в «Етимологічному словнику тюркських мов» (1970) саме такого терміну немає, а є «БYК/БУК», яке має декілька близьких між собою тлумачень: поворот, вигін або долина між гір по течії річки, рівне місце на березі. Так чи інакше, ця складова назви – самостійна та трансформувалась з тюркської на слов’янську. І вочевидь, тут підкреслюється якась природна особливість річки. А вже саме бик-бичок, тобто тварина, як форма адаптованої назви. 
Згодом до цієї назви додалась перша складова, слов'янська. Сенс цієї частини назви в тому, що на відміну від інших пересихаючих влітку місцевих річок, тут утворювались великі і глибокі плеса, які ніколи не висихали, при цьому порослі очеретом, про що в старовину було добре відомо. Відомості про цю особливість, наприклад, потрапили в статистичне видання 1886 року. Плесо – глибоководна ділянка русла річки. Тобто клибина за значенням ідентична плесу, один з старих різновидів назви. Плеса-клибини знаходилися не вздовж всієї річки, а в певних її місцях. З будівництвом у 30-40-х роках XX ст. греблі і водосховища ця особливість фактично зникає. Старожили з села поруч згадують власні назви плес, такі як «Панське», «Кругленьке», «Гниле». 

## Характеристика ландшафтного парку

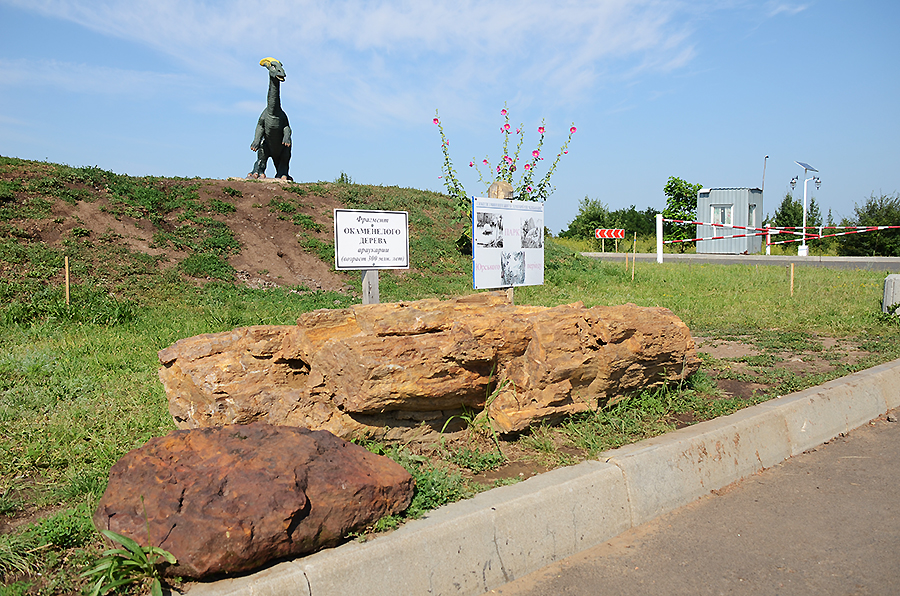
Клебан-Бицьке відслонення

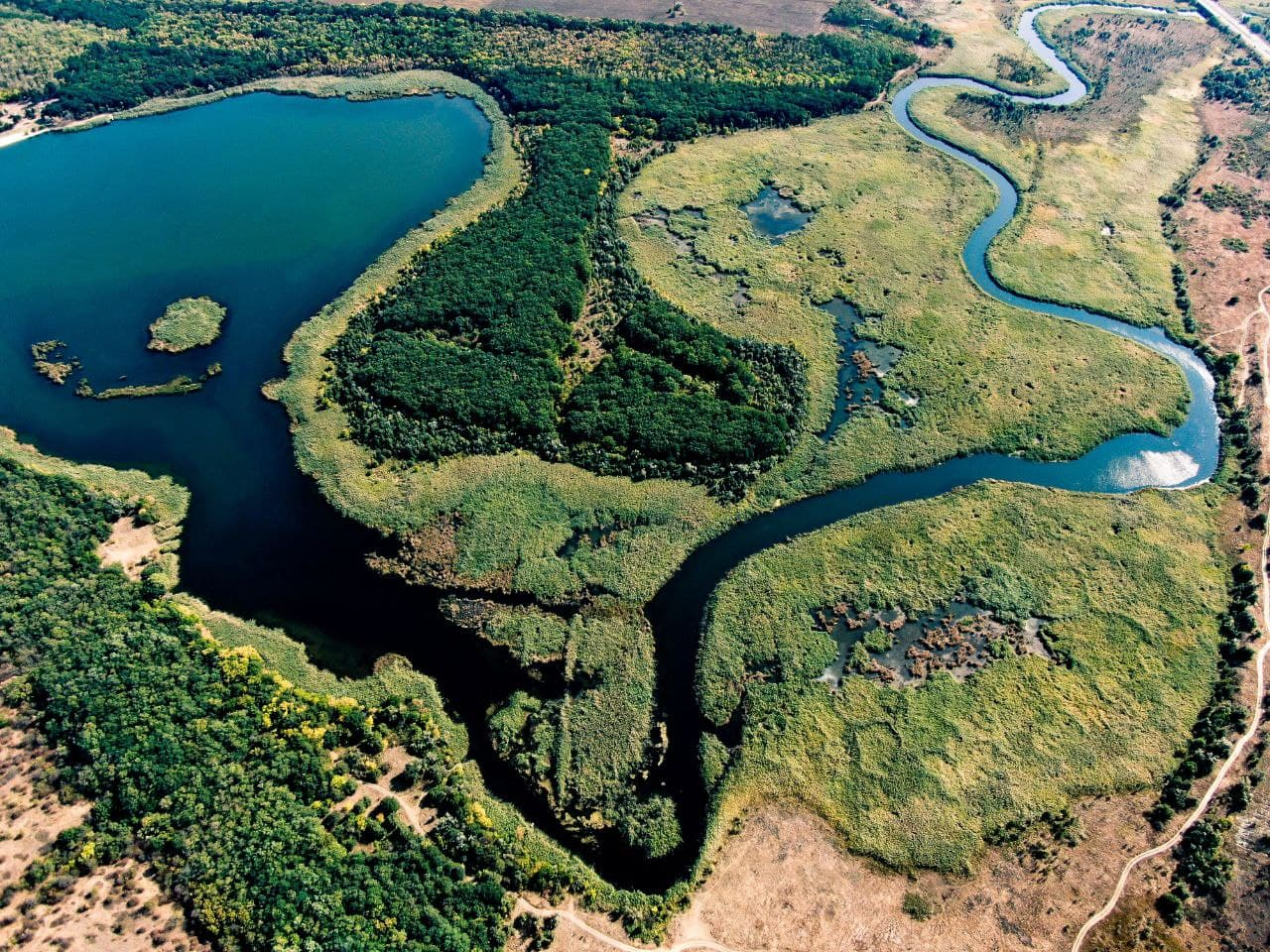
Клебан-Бик з висоти пташиного польоту

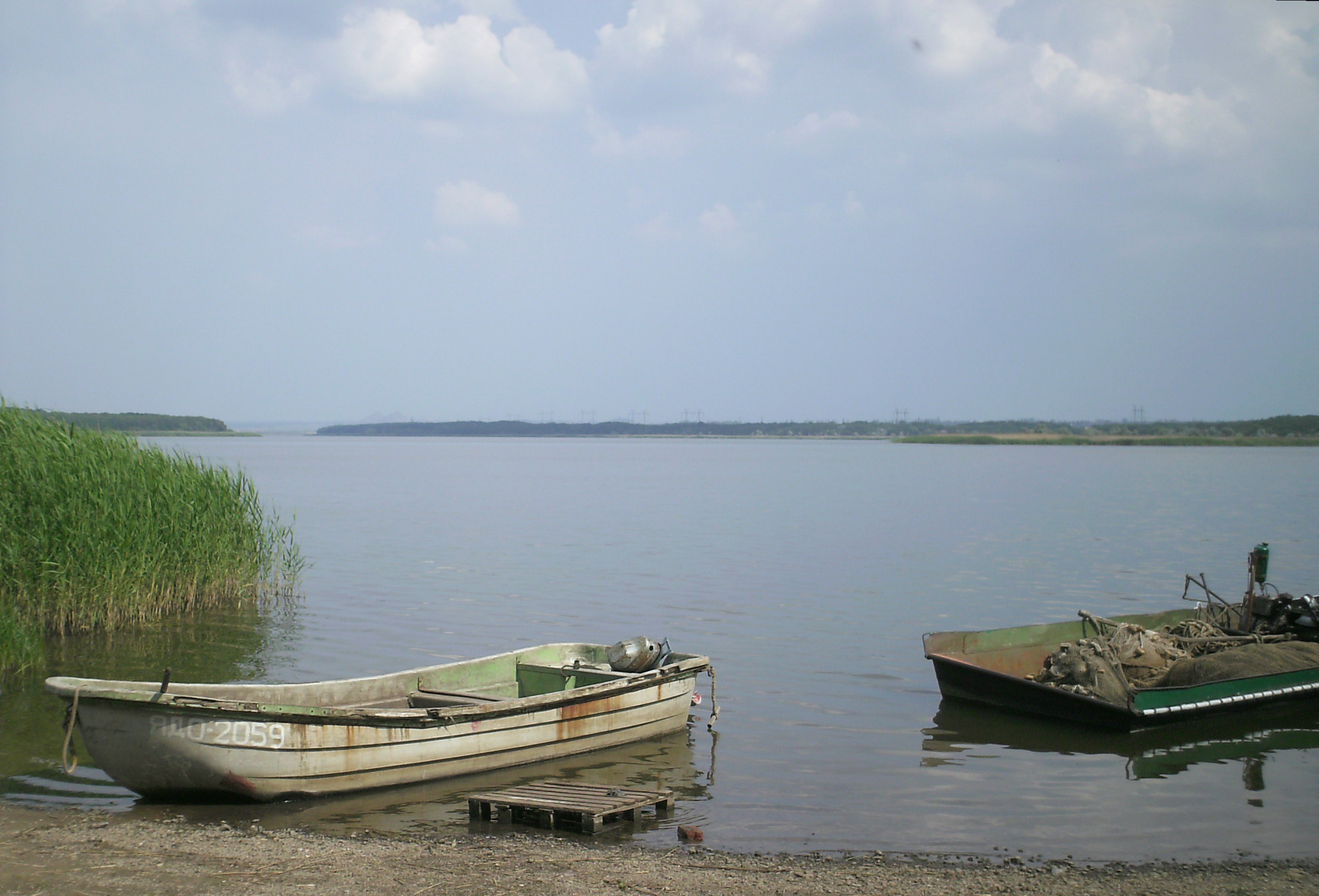
Клебан-Бицьке водосховище

Загальна площа регіонального ландшафтного парку 2900,1 га.
Особливу цінність на території парку має Клебан-Бицьке водосховище з прилеглими земельними ділянками.
Територія регіонального ландшафтного парку розташована в Костянтинівському районі на берегах Клебан-Бицького водосховища, в гирлі річки Клебан-Бик. Територія парку характеризується не тільки унікальними природними комплексами і об'єктами, але й особливими рекреаційними умовами, що визначаються різноманітними мальовничими ландшафтами, придатністю для різних видів відпочинку, доступністю для мешканців великих населених пунктів.
Дана територія має гористий характер, вона складається з кам'янистих гряд, відслонень гірських порід із значною щільністю та глибиною ерозійного розгалуження, великим оголенням корінних порід, що виступають суцільними грядами. Особливий інтерес має пам'ятка загальнодержавного значення «Клебан-Бицьке відслонення», площа якої 60 га. Його головна визначна пам'ятка — вихід на денну поверхню дуже давніх гірських порід, що утворилися в прибережних ділянках старовинного Пермського моря. У кам'яновугільний період (понад 300 млн років тому) це було неглибоке море, на дні якого мешкали численні безхребетні. До наших часів тут збереглися сліди незвичайної рослинності. Скам'янілі рештки рослин, коралів, молюсків можна знайти на лівому крутоярому березі водоймища.

### Геологічні пам'ятки на території РЛП «Клебан-Бик»
Початковою метою створення парку було збереження геологічних пам’яток, що були виявлені на території Костянтинівського району Донецької області. Всі природні ландшафти і їх мешканці, що знаходяться біля пам’яток, теж виявились цінними та набули заповідного статусу. І тепер це вже великий об’єкт природно-заповідного фонду. До складу парку входять такі геологічні пам’ятки:
- Пам'ятка природи загальнодержавного значення «Дружківські скам'янілі дерева», геологічна
- Пам'ятка природи загальнодержавного значення «Клебан-бицьке відслонення», геологічна
- Пам'ятка природи загальнодержавного значення «Балка Кровецька», геологічна
- Геологічна пам’ятка «Білокузьминівське скельне оголення», геологічна

## Рослинний і тваринний світ
Перша інвентаризація біоти Парку проведена 2005 року під керівництвом Валерія Денщика. Її підсумки викладено у виданні «Ковила вздовж води. Нариси до літопису природи РЛП «Клебан-Бик» (2005 рік).

### Рослинний світ

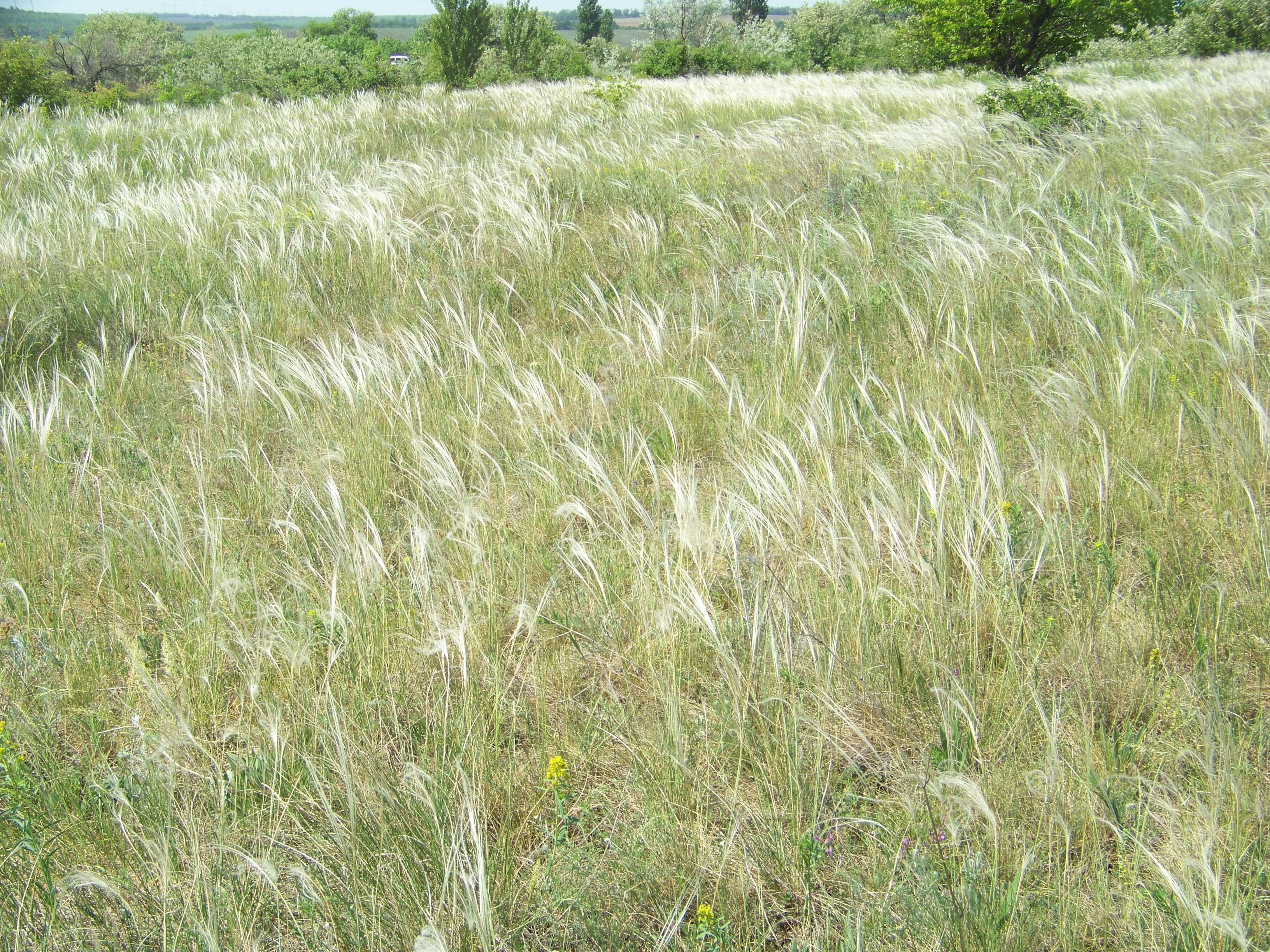
Ковила відмінна, занесена до Червоної книги України.

Згідно геоботанічного районування України, територія РЛП “Клебан-Бик” належить до Європейсько-Азіатської степової області, Причорноморської (Понтійської) провінції, Приазовсько-Чорноморської підпровінції, різнотравно-типчаково-ковилових степів смуги, Донецького округу. Це геоботанічний район багато-різнотравно-ковилових степів, байрачних лісів та рослинності кам’янистих відслонень.
До складу флори РЛП «Клебан-Бик» входить 446 видів вищих рослин (за винятком мохоподібних), які об'єднані в 251 рід і належать до 69 родин. 
У рослинному світі РЛП «Клебан-Бик» зустрічається значна кількість рослин, що підлягають охороні на різних рівнях. До Європейського червоного списку рослин, що знаходяться на межі зникнення, належать 7 видів рослин, 38 видів занесено до Червоної книги України, 14 видів потребують охорони на регіональному рівні. 
До складу рослинності РЛП «Клебан-Бик» входять 11 рослинних угруповань, що занесені до Зеленої книги рідкісних та потребуючих охорони рослинних угруповань України. 

### Тваринний світ
Тваринний світ регіонального ландшафтного парку «Клебан-Бик» досить різноманітний. Він сформований відповідними екологічними умовами і складається зі степового, лісового та водного фауністичних комплексів. Весь тваринний світ парку можна розділити на декілька основних угруповань. Це фауна типчаково-ковилових степів, прісноводна фауна, фауністичний комплекс плавнів та тварини лісів і лісосмуг.
Природними комплексами регіонального ландшафтного парку «Клебан-Бик» є рівнинні степові ландшафти, яри та балки, плавні водосховища, піщані ґрунти, лісові насадження. Кожен з цих біотопів має свій фауністичний комплекс, в склад якого входять як широко розповсюджені, так і характерні тільки для цього комплексу, види.
На території РЛП зустрічається 205 видів хребетних, що об'єднуються в 62 родини і 5 класів. Тут зустрічається 26 видів риб, 3 види земноводних, 6 видів плазунів, 144 види птахів і 26 видів ссавців. 
- риб — 26 видів,
- земноводних — 3 види,
- плазунів — 6 видів,
- птахів — 144 види,
- ссавців — 26 видів.

Загальний список хребетних, занесених до Червоної книги України, складає 12 видів тварин.

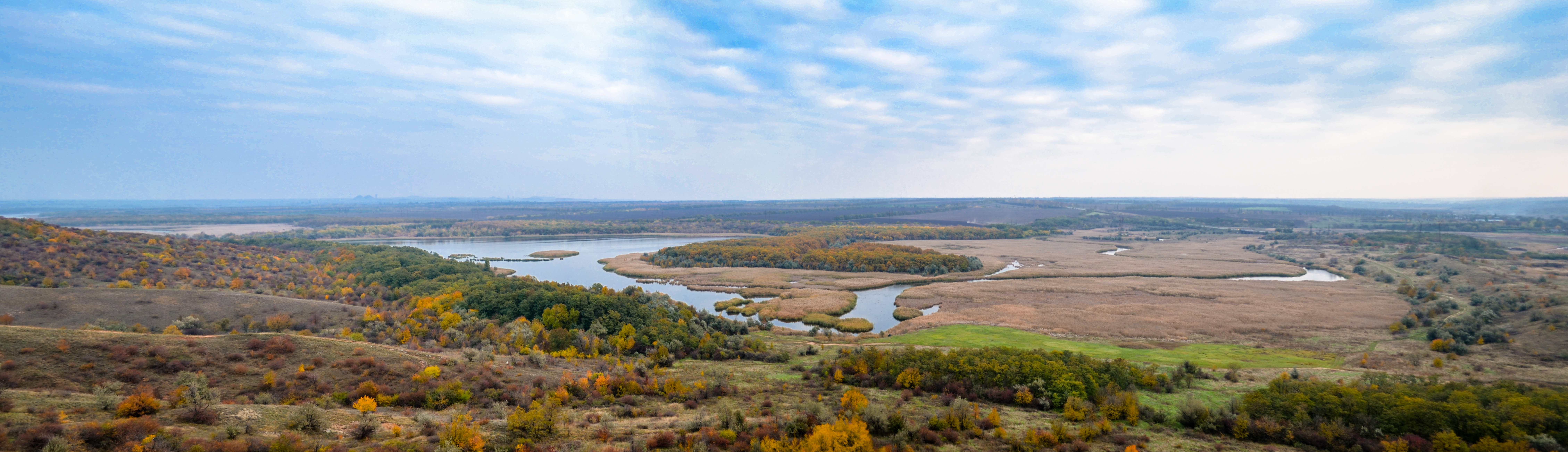

## Рекреація
Регіональний ландшафтний парк «Клебан-Бик» - прекрасне місце для відпочинку та екологічного туризму. У парку проведена робота по виділенню функціональних зон з різними режимами використання, що дає можливість забезпечити охорону найбільш цінних природних комплексів та об'єктів, створено мережу екологічних маршрутів і стежок для різних груп відвідувачів, організована еколого-просвітницька діяльність тощо.
Одним з головних завдань регіонального ландшафтного парку окрім збереження цінних природних та історико-культурних комплексів є створення умов для ефективного туризму, відпочинку та інших видів рекреаційної діяльності в природних умовах додержанням режиму охорони заповідних природних комплексів і об'єктів, а також сприяння екологічній освітньо-виховній роботі.
З метою виконання цих завдань на території парку «Клебан-Бик» було створено три рекреаційних ділянки та шість екологічних стежок.
Рекреаційна ділянка «Стоянка» є місцем перепочинку мандрівників. Тут можна відпочити у альтанці та водночас дізнатись про історію виникнення геологічних пам’яток на території нинішнього парку. Можна зробити чудову фотосесію біля величних динозаврів, амазонки та інших декоративних елементів загальної композиції, що презентує парк та запрошує його відвідати. З рекреаційної ділянки «Стоянка» починається екологічна стежка «Клебан-Бик».
Для поціновувачів класичного відпочинку з пікніками та біля води у Центральному відділенні парку на берегах Клебан-Бикського водосховища створені дві рекреаційні ділянки: «Сонячна долина» та «Бересток».
Ці ділянки облаштовані для максимально комфортного та зручного відпочинку відвідувачів. Створення таких місць відпочинку поєднує можливість насолоди живою природою, її краєвидами та звуками, із мінімізацією негативного впливу відпочивальників на природу. 
На території рекреаційних ділянок облаштовані зручні дерев'яні альтанки, дитячі майданчики, пляжі. З додаткових елементів комфорту є лежаки, мангали, різноманітний інвентар для рухливих ігор. Також ту завжди чергують фахівці з рекреації, які допоможуть зорієнтуватись на місцевості і розкажуть правила поведінки на природі. Співробітники парку підтримують бездоганну чистоту на території. Це робиться не тільки для комфорту відвідувачів, а й для того, щоб люди розуміли переваги культурного відпочинку, який не шкодить природі.

## Галерея

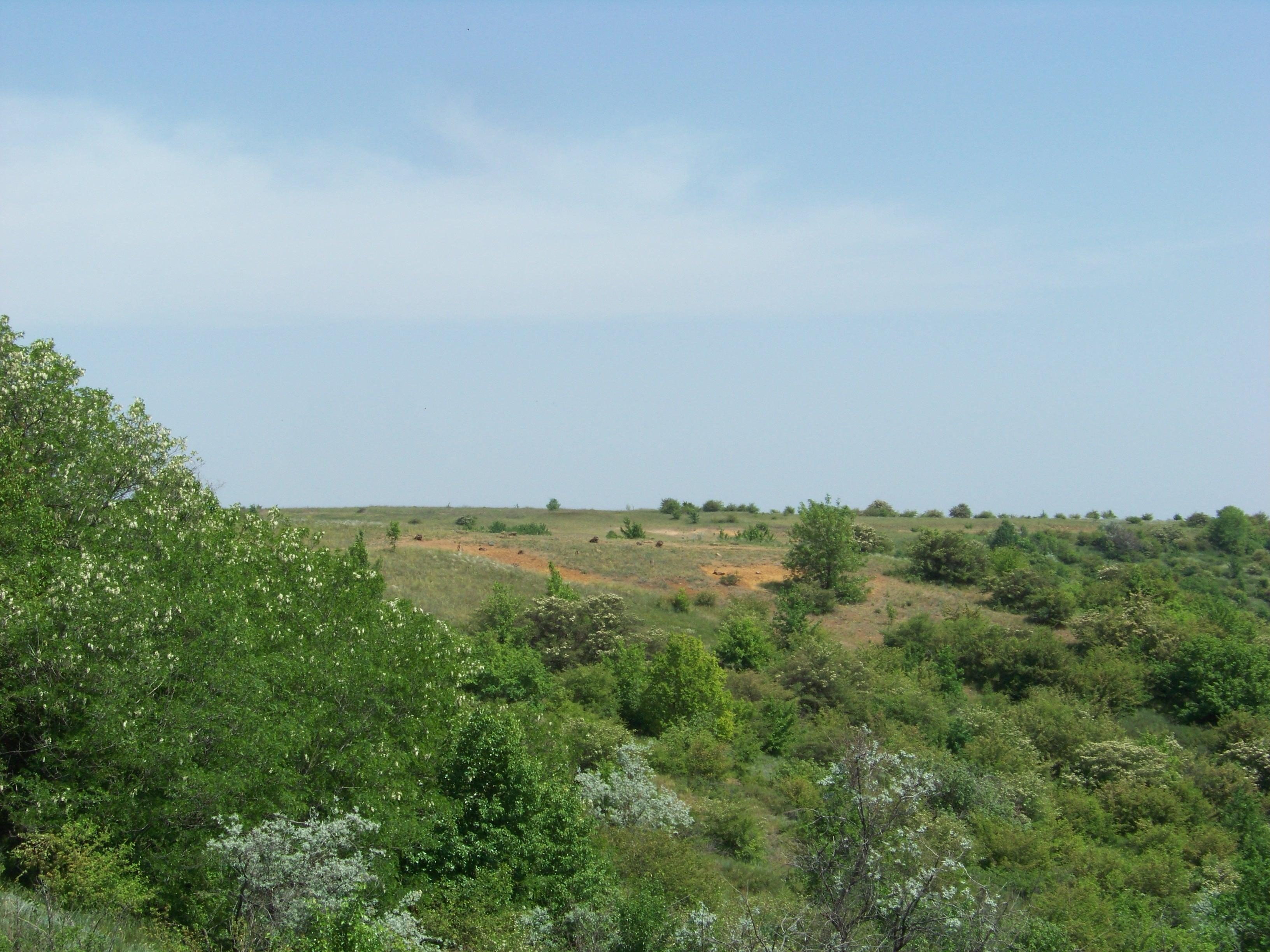
Скам'янілі дерева у ландшафтному парку «Клебань-Бик». Травень 2013
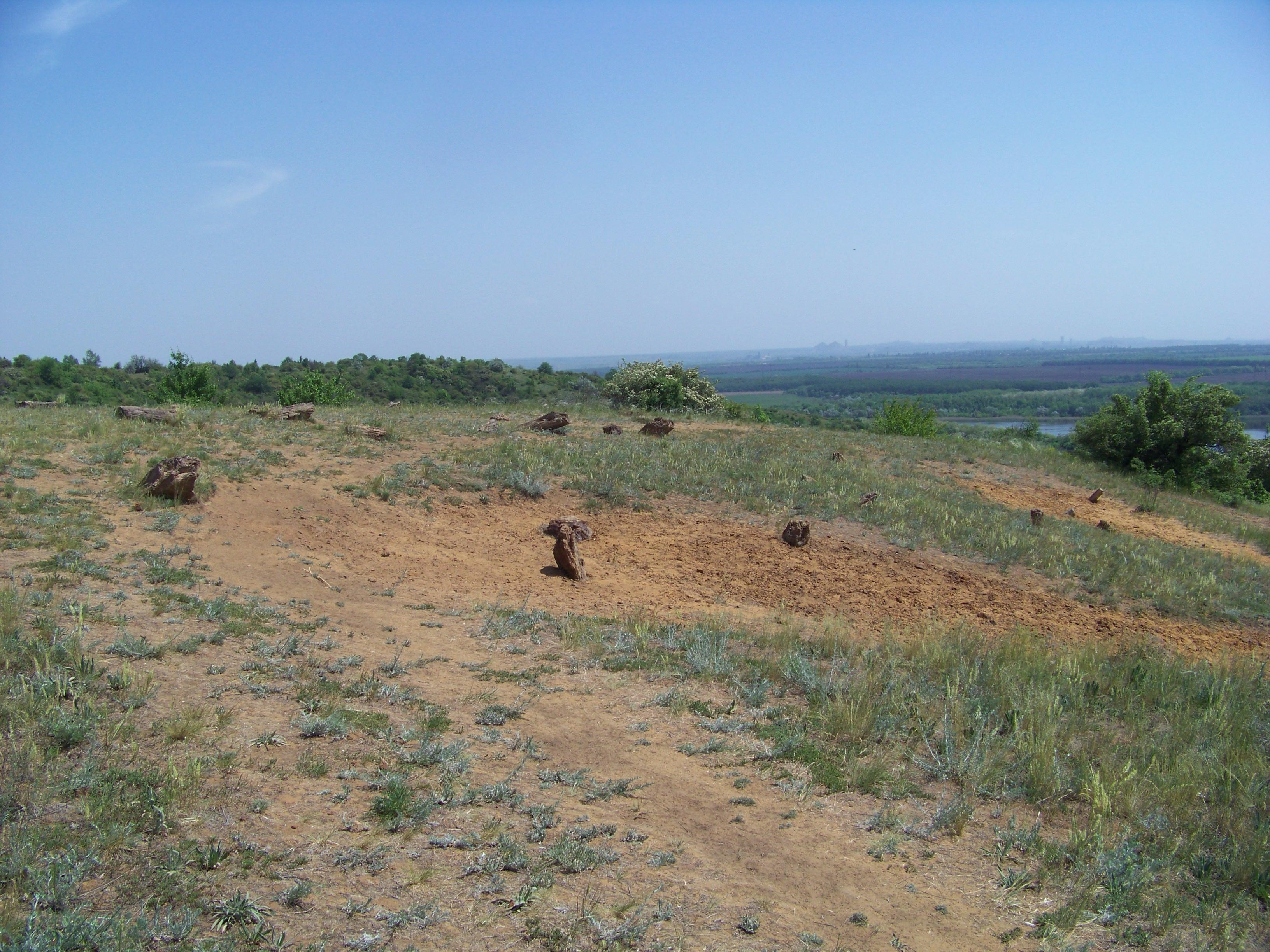
Скам'янілі дерева у ландшафтному парку «Клебань-Бик». Травень 2013
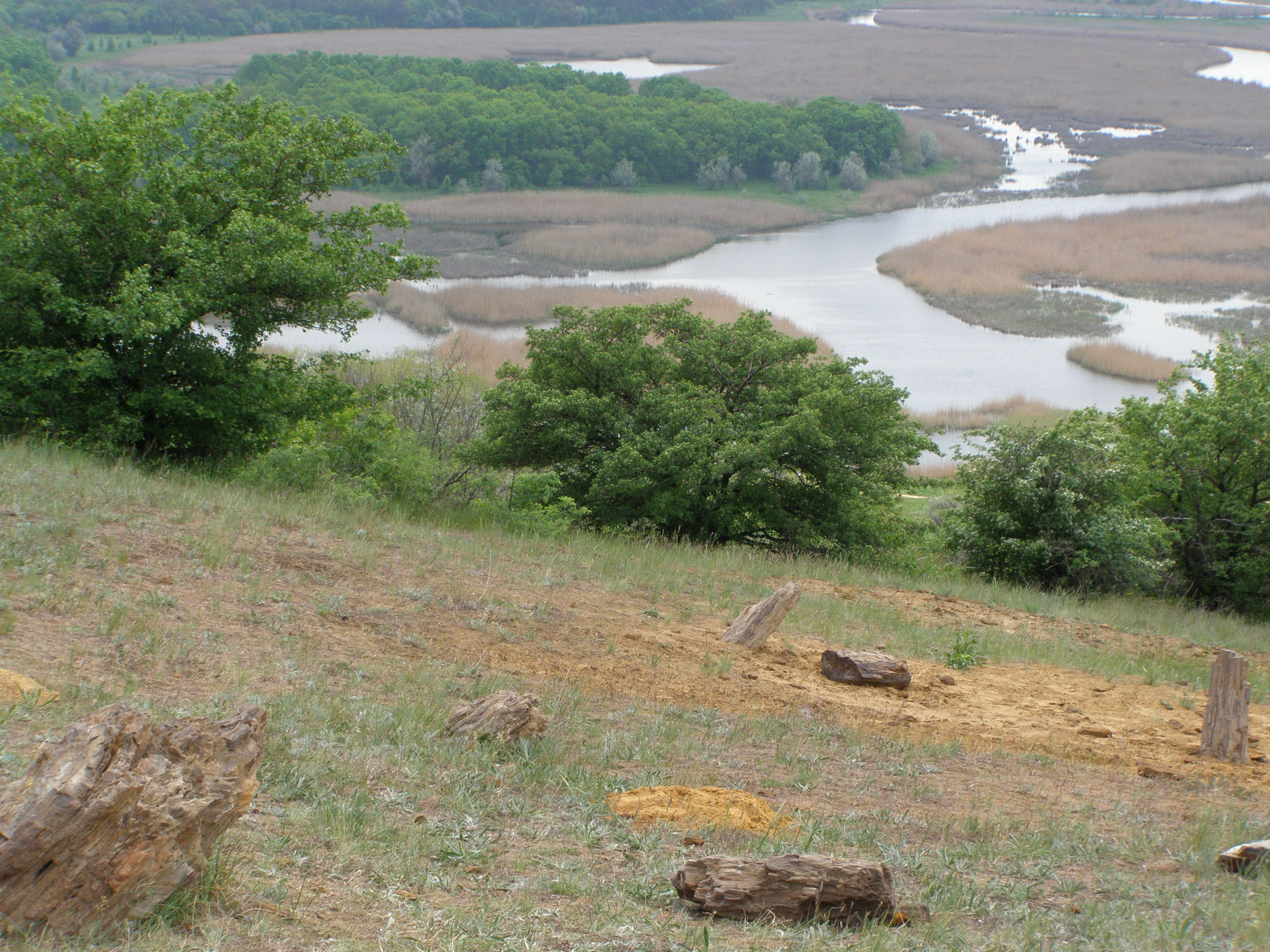
Скам'янілі дерева у ландшафтному парку «Клебань-Бик». Травень 2013
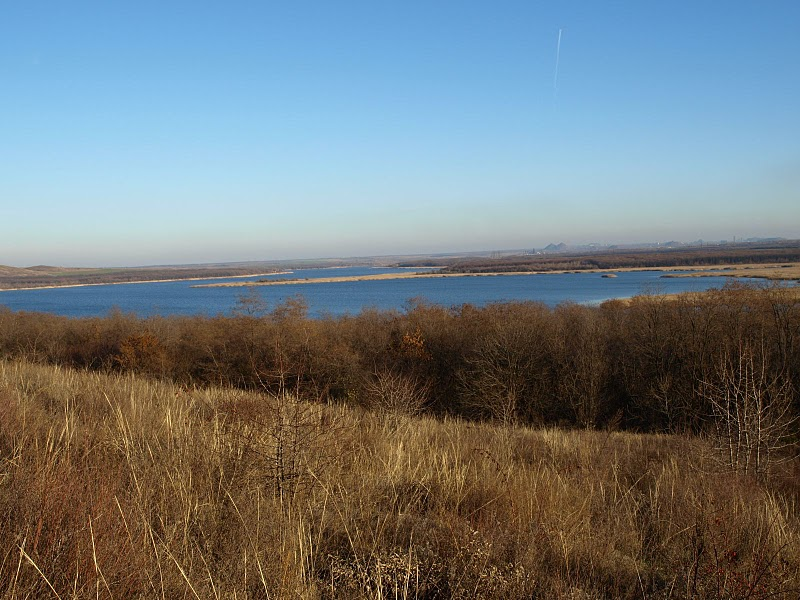
Чудові краєвиди Клебан Бик. Травень 2014